# Laugengebäck

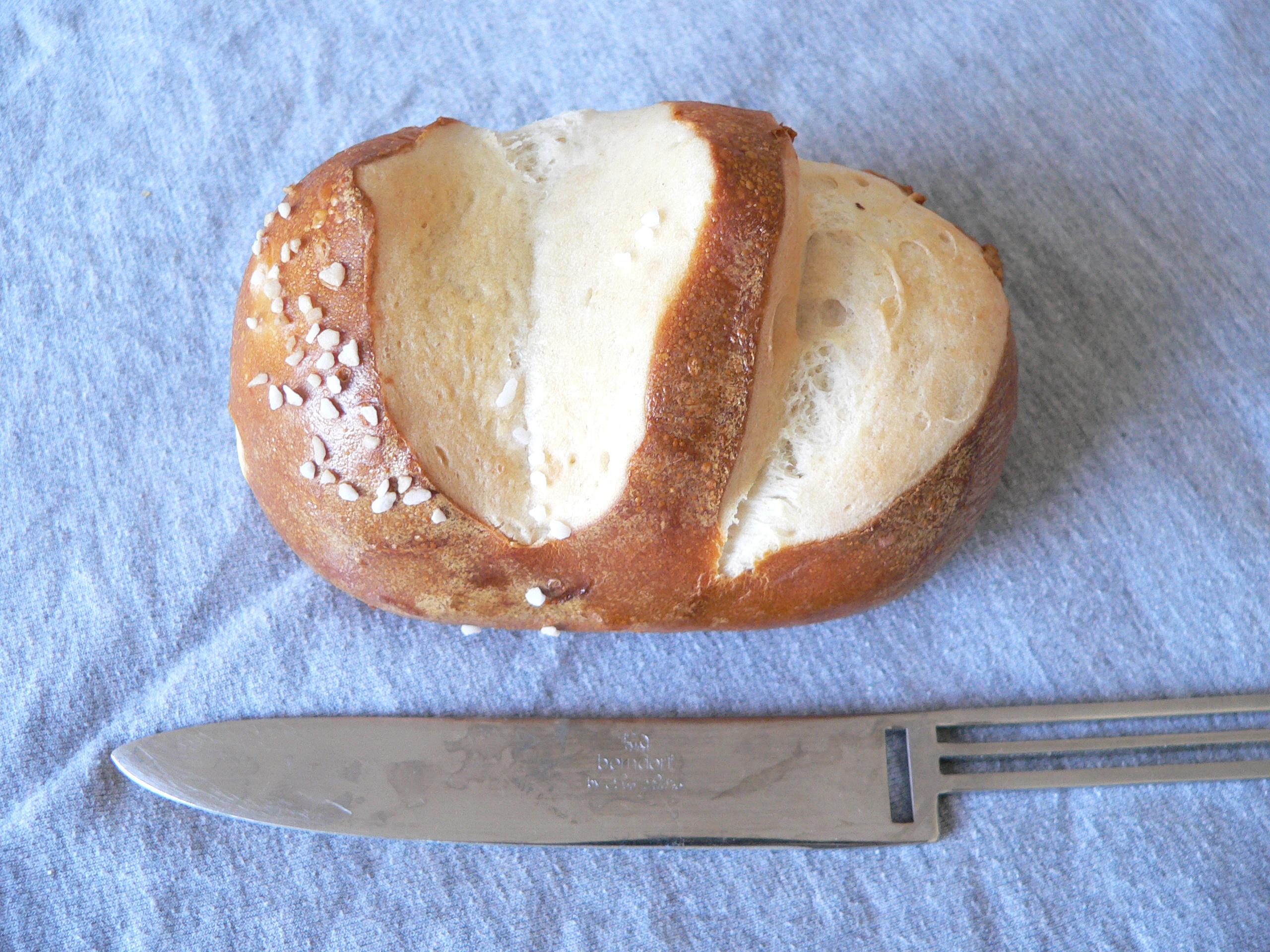
Laugenbrötchen o panecillo de sosa cáustica.

El laugengebäck (en alemán ‘bollo de sosa cáustica’, llamado silserli o silserbrot en Suiza y laugenweckerl en Austria) es un tipo especial de bollería en el que las piezas se hacen con masa pesada (hefeteig) y se sumergen antes de hornearlas en una solución de sosa cáustica (E 524) a una concentración máxima del 4%. Esto provoca que al hornear la corteza quede tostada y brillante y que el bollo tenga un sabor fuerte y distintivo (debido a la reacción de Maillard entre los azúcares y los aminoácidos). La sosa cáustica se queda en la masa de la superficie sin penetrar al interior. El dióxido de carbono liberado por el proceso de horneado, en su forma de ácido carbónico, reacciona con la sosa cáustica neutralizándola a bicarbonato de sodio, evitándose así el efecto corrosivo.

## Tipos
Son laugengebäcke típicos el laugenbrezel (‘pretzel de lejía’), el laugenbrötchen o laugenweckle (‘panecillo de sosa cáustica’), la laugenstange (‘barra de sosa cáustica’) y los llamados laugenkonfekt (‘dulces de sosa cáustica’), bollos de sosa cáustica con chocolate espolvoreados con diversos ingredientes (semillas de amapola, sésamo, etcétera). También se producen cada vez más el laugenbagel (‘bagel de sosa cáustica’) y el kringel (‘rosquilla’), que se comercializan con diferentes ingredientes. Se producen industrialmente como aperitivos, junto a los salzstangen y los salzgebäck.
Los laugengebäcke se distribuyen principalmente en el sur de Alemania (Baden-Wurtemberg y Baviera) bajo diferentes marcas, pero también pueden encontrarse fuera de Alemania.
- Datos: Q1807598
- Multimedia: Lye breads / Q1807598